# グリーンポイント・アベニュー駅
グリーンポイント・アベニュー駅（Greenpoint Avenue）はブルックリン区グリーンポイントにあるニューヨーク市地下鉄 INDクロスタウン線の駅である。グリーンポイント・アベニュー - マンハッタン・アベニュー交差点にあり、終日G系統が停車する。

## 駅構造

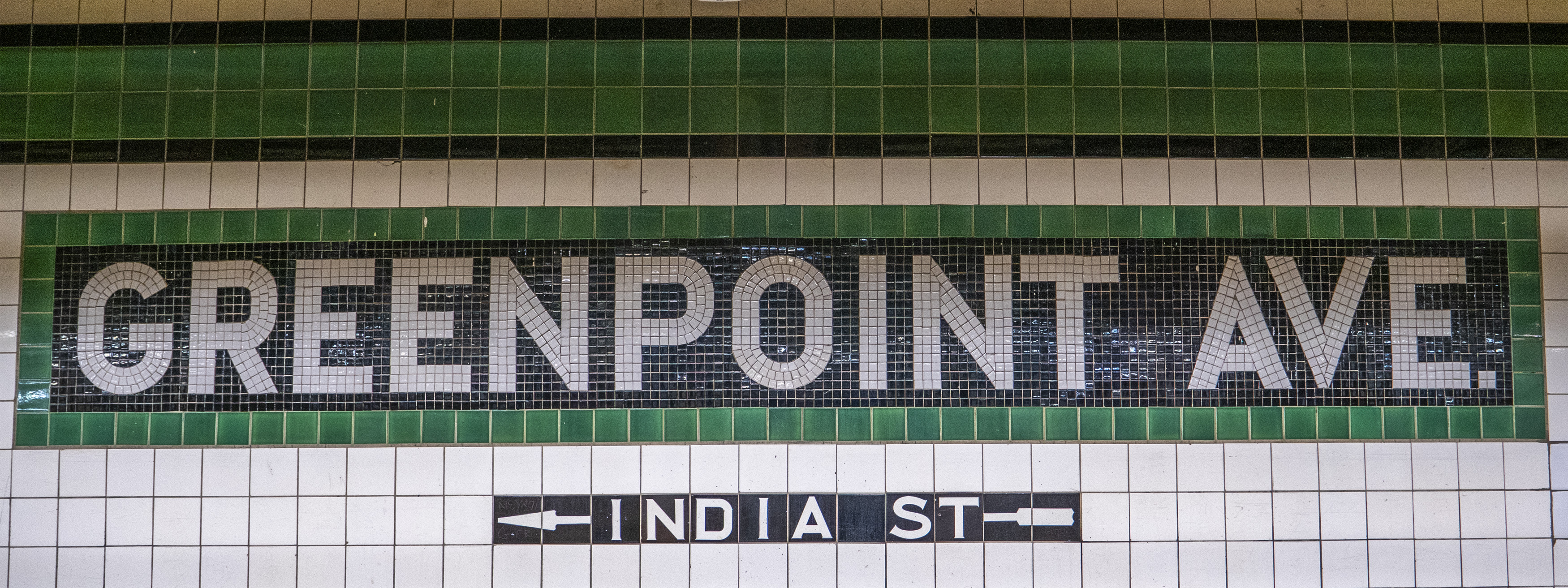
駅名標

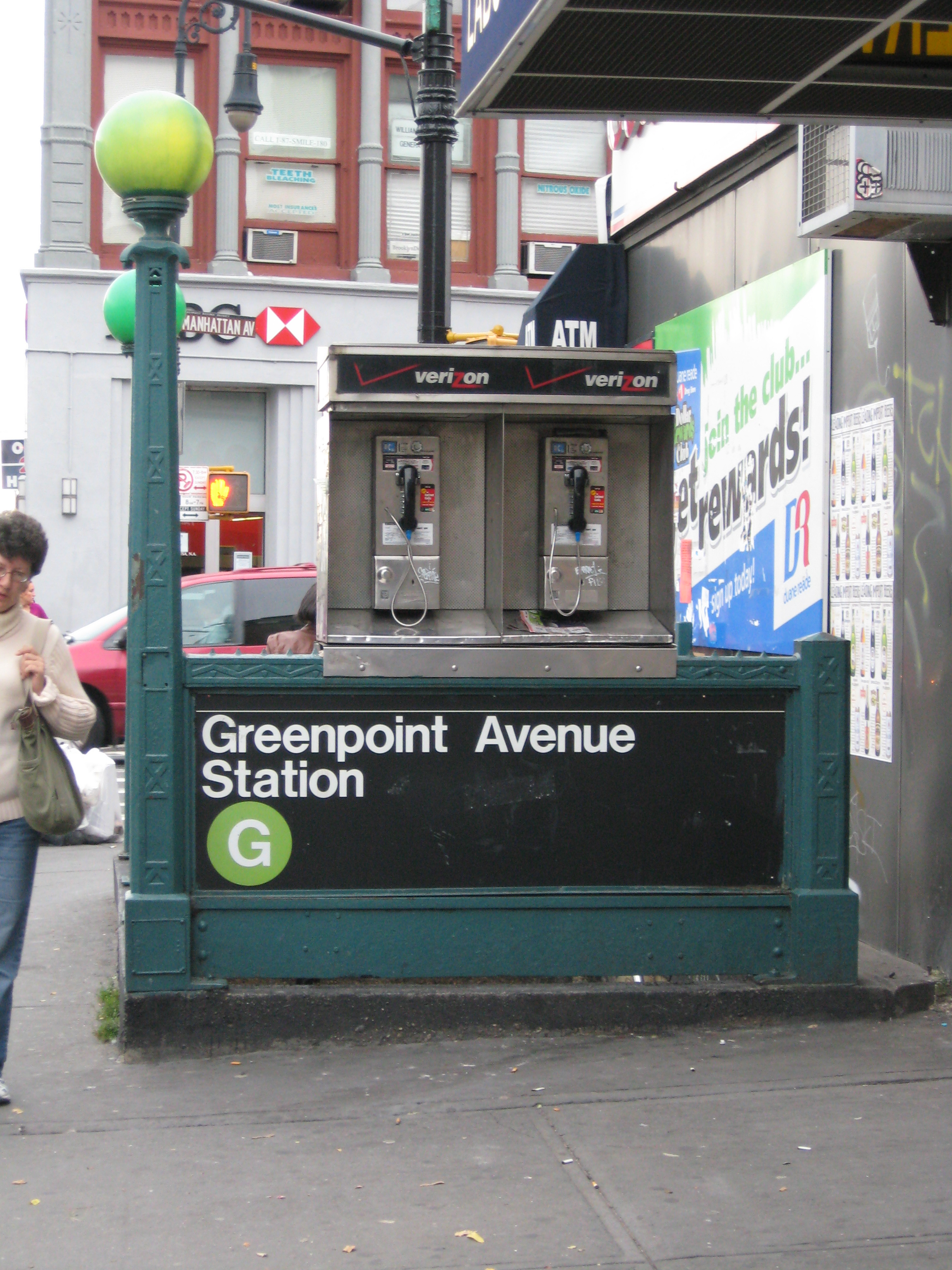
階段

| G          | 地上階                       | 出入口 （エレベーター、グリーンポイント・アベニューとマンハッタン・アベニューの交差点北東） |
| M          | 改札階                       | 改札口、駅員詰所、メトロカード自動券売機                                                    |
| P ホーム階 | 相対式ホーム、右側ドアが開く | 相対式ホーム、右側ドアが開く                                                                |
| P ホーム階 | 南行線                       | ← チャーチ・アベニュー駅行き（ナッソー・アベニュー駅）                                      |
| P ホーム階 | 北行線                       | → コート・スクエア駅行き（21丁目駅）→                                                       |
| P ホーム階 | 相対式ホーム、右側ドアが開く |                                                                                             |

グリーンポイント・アベニュー駅は1933年8月19日に開業した相対式ホーム2面2線の地下駅である 。ホーム壁面には黒で縁取られた緑の帯が水平に引かれ、緑で縁取られた黒地に白のサンセリフ体で "GREENPOINT AVE." とレタリングした駅名標が取り付けられている。帯の下には白で "GREENPT"（GREENPOINTの略）とレタリングした黒いタイルが配されている。ホームには緑の柱が等間隔で並び、1本おきにニューヨーク市地下鉄で標準的な黒地に白のレタリングを施した駅名標が取り付けられている。
グリーンポイント・アベニュー駅はINDクロスタウン線のブルックリン区内最北端の駅である。当駅の北で線路はニュータウン川の下を潜り、クイーンズ区ロングアイランド・シティに入る。
MTA2015-2019年投資計画の一環でエレベーターの設置が予定されており、2018年9月より工事が開始された。2020年11月に工事が完了しバリアフリー対応となった。

### 出口
ホーム南端に改札階に通じる階段があり、グリーンポイント・アベニューとマンハッタン・アベニューの交差点北東・南東・北西・南西に階段が接続している。エレベーターは同交差点北東に接続している。
各ホーム北端に無人改札があり、インディア・ストリートとマンハッタン・アベニューの交差点南東（北行ホーム接続）・南西（南行ホーム接続）に階段が接続している。